# Condemned (US-amerikanische Band)
Condemned ist eine US-amerikanische Brutal-Death-Metal-Band aus Imperial Beach, Kalifornien, die im Jahr 2004 gegründet wurde.

## Geschichte
Die Band wurde im April 2004 von dem Schlagzeuger Forrest Stedt und dem Gitarristen Steve Crow gegründet. Daraufhin folgten die ersten Proben in einer Garage, ehe der Bassist und Freund beider Paul Hickey zur Band. Daraufhin schrieben sie an neuen Liedern und fanden den Namen Condemned für ihre Band. Nach etwa einem Jahr Proben fand die Band einen Probenraum. Danach arbeitete die Band an ihrem Debütalbum, ehe im Juli 2005 Chris Ben-Judah als zweiter Gitarrist zur Band kam. Crow und Stedt planten daraufhin den fehlenden Sängerposten auf dem folgenden Demo zu teilen, jedoch kam Ende September Angel Ochoa als Sänger zur Besetzung. Im November 2005 nahm die Band ihr Demo Mass Burial auf. Im Anschluss trennte sich die Band vom Bassisten Paul Hickey und dem Gitarristen Chris Ben-Judah. Daraufhin kamen der Bassist Mario Pena und der Gitarrist Jerry Williams zur Besetzung. Daraufhin erreichte die Gruppe einen Vertrag bei Lacerated Enemy Records. Bei diesem Label erschien Anfang 2007 das Debütalbum Desecrate the Vile. Danach ging die Band auf Tour durch Japan, Europa und die USA. 2008 nahm die Band zudem am Death Fest Open Air teil. Danach trennte sich die Band von Jerry Williams und unterzeichnete einen Vertrag bei Unique Leader Records. Hierüber erschien Ende 2011 das Album Realms of the Ungodly. Die Band bestand hierauf aus dem Bassisten Mario Pena, dem Schlagzeuger Forrest Stedt, den Gitarristen Paul Avila und Steve Crow und dem Sänger Angel Ochoa. 2012 nahm die Band am Extremefest teil. Mittlerweile ist Sam Townsley als neuer Sänger zur Band gekommen.

## Stil
Evan Mugford von metal-observer.com ordnete Realms of the Ungodly dem Brutal Death Metal zu, wobei der gutturale Gesang extrem tief sei und die Groove zwischen brutal und jazz-ähnlich wechseln würden. Mugford zog einen klanglichen Vergleich zu Defeated Sanity.

## Diskografie
- 2005: Mass Burial (Demo, Eigenveröffentlichung)
- 2007: Desecrate the Vile (Album, Lacerated Enemy Records)
- 2007: Promo 2008 (Demo, Eigenveröffentlichung)
- 2011: Realms of the Ungodly (Album, Unique Leader Records)